# Григорий (Афонский)
Архиепи́скоп Григо́рий (англ. Archbishop Gregory, в миру Гео́ргий Серге́евич Афо́нский; 17 апреля 1925, Киев — 15 апреля 2008, Джексон, Нью-Джерси, США) — епископ Православной Церкви в Америке, архиепископ Ситкинский и Аляскинский.

## Биография
Родился 17 апреля 1925 года в Киеве в семье протоиерея Сергея и матушки Веры Афонских. Кроме него в семье было пятеро детей. В 1937 году был расстрелян дед Георгия по материнской линии — священник Михаил Едлинский.
В 1942 году был насильственно вывезен немецкими войсками на работы в Германию.
Окончил реальную гимназию в Вендлинге (Австрия) со степенью бакалавра в 1949 году, после чего, в том же году переехал в США, где жил у своего дяди, духовного композитора и дирижёра Николая Афонского. Около 15 лет служил регентом и псаломщиком в приходах Американской Митрополии в штатах Нью-Джерси и Коннектикут.
После получения диплома в Университете Коннектикута, учился в Свято-Владимирской духовной семинарии и выпустился в 1965 году, после чего в том же году был рукоположен во диакона, а затем во священника. Он был приписан к часовне святого Сергия при митрополичьем доме в Сайоссете, штат Нью-Йорк, где в 1965—1971 годы состоял архивистом Северо-Американской митрополии (с 1970 года — Православной церкви в Америке).
Продолжая своё образование, он получил степень бакалавра (1968), а затем степень магистра богословия Свято-Владимирской духовной семинарии (1970) а также степень магистра искусств от университета Хофстра.
Возведён в сан протоиерея. В ноябре 1971 года был перемещён в Никольский храм в Портленде, штат Орегон, и вскоре после назначения принял монашеский постриг в Свято-Тихоновском монастыре в Южном Ханаане, штат Пеннсильвания с именем Григорий в честь святого Григория Богослова и вскоре возведён в сан архимандрита.
В марте 1973 года был избран епископом Ситкинским и Аляскинским. После этого он был пострижен в монашество в Свято-Тихоновском монастыре с именем Григорий в честь Григория Богослова.
Архиерейская хиротония последовала в Архангело-Михаиловском соборе в Ситке 13 мая 1973 года. Чин хиротонии совершили митрополит Ириней (Бекиш), архиепископ Киприан (Борисевич), епископ Феодосий (Лазор). Им сослужило духовенство епархии. Это было первая хиротония, совершённая на Аляске. Служба транслировалась по радио штата.
Владыка Григорий способстовал устроению Свято-Германовской пастырской школы в Кенае, Аляска. Под его попечительством произошло её перемещение в Кадьяк, и преобразование её в духовную семинарию. Епископ Григорий был в ней профессором догматического богословия и канонического права.
Благодаря владыке многие приходы епархии были возрождены. Он с удовольствием принимал участие в ежегодных сборах и снискал глубокую любовь паствы, особенно коренных обитателей Аляски.
Автор ряда книг на русском и английском языках, владыка Григорий был любителем и исследователем церковной истории Северной Америки. Он служил модератором Исторического и Архивного отдела Православной Церкви в Америке и председателем церковной Канонизационной комиссии.
23 марта 1995 года Священный Синод Православной Церкви в Америке возвел его в сан архиепископа.
20 июля того же года ушел на покой из-за ухудшения здоровья. С этого времени он проживал в тауншипе Джексон (штат Нью-Джерси, США).
После падения коммунизма архиепископ Григорий воссоединился со своим братом после разлуки длиной в полвека, когда его брат посетил его в США. Позднее, владыка сам посетил Россию и Украину.
Ранним утром 6 сентября 1998 года, во время частного визита друзьям на Стейтен-Айленде, Нью-Йорк, перенёс сердечный приступ. После этого он был доставлен в больницу, однако 7 сентября, он перенёс второй сердечный приступ, а 8 сентября — третий. 10 сентября того же года в больнице святого Винсента ему была сделана операция.
Скончался вечером 15 апреля 2008 года у себя дома в Джексоне за три дня до своего восемьдесят третьего дня рождения. На следующий день была отслужена панихида в Ситке епископом Николаем (Сораичем).

## Сочинения
- Догматическое, святоотеческое, каноническое учение о епископе. Н.-Й., 1965
- A History of the Orthodox Church in Alaska: 1794—1917. — Kodiak (Alaska): St. Herman’s Theological Seminary Press. — 1978. — 106 p.
  - рус. пер.: История Русской Православной Церкви на Аляске // «Официальная хроника». 1993. — № 9/10. 2-я паг. С. 1-20;
  - A History of the Orthodox Church in America: 1917—1934. — Kodiak (Alaska): St. Herman’s Theological Seminary Press. — 1994. — 138 p.
- Christ and the Church in Orthodox Teaching and Tradition. Crestwood, 2001
  - рус. пер.: Иисус Христос и Его Церковь. — Киев: Дух i лiтера, 2002. — 117 с.
- Введение в каноническое право Православной Церкви. К., 2001.